# Ochropleura defasciata
Ochropleura defasciata är en fjärilsart som beskrevs av Wendlandt 1902. Ochropleura defasciata ingår i släktet Ochropleura och familjen nattflyn. Inga underarter finns listade i Catalogue of Life.